# Медвежье (Белгородская область)
Медве́жье — хутор в Чернянском районе Белгородской области. Входит в состав Лубянского сельского поселения.

## География
Находится в северо-восточной части Белгородской области, в лесостепной зоне, в пределах Среднерусской возвышенности, при автодороге 14К-7, на расстоянии примерно 25 км (по прямой) к востоку-северо-востоку от Чернянки, административного центра района. Абсолютная высота — 220 м над уровнем моря.

### Климат
Климат характеризуется как умеренно континентальный, с холодной зимой и продолжительным тёплым летом. Среднегодовая температура воздуха — 6,3 °C. Средняя температура воздуха самого холодного месяца (января) — −8,4 °C (абсолютный минимум — −37 °C); самого тёплого месяца (июля) — 20,3 °C (абсолютный максимум — 42 °C). Безморозный период длится в среднем 157 дней. Годовое количество атмосферных осадков — 462 мм, из которых большая часть выпадает в период с апреля по октябрь. Снежный покров держится около 109 дней.

### Часовой пояс
Хутор Медвежье как и вся Белгородская область, находится в часовой зоне МСК (московское время). Смещение применяемого времени относительно UTC составляет +3:00.

## Население
| 2002 | 2010 |
| ---- | ---- |
| 84   | ↘71  |

### Половой состав
По данным Всероссийской переписи населения 2010 года в гендерной структуре населения мужчины составляли 46,5 %, женщины — соответственно 53,5 %.

### Национальный состав
Согласно результатам переписи 2002 года, в национальной структуре населения русские составляли 85 %.